# Maria da Bulgária
Maria da Bulgária (m. depois de 1081) foi a esposa do protovestiário Andrônico Ducas e mãe de Irene Ducena.

## Esposa
Maria era filha de Trajano da Bulgária, filho de João Vladislau, com uma nobre bizantina de nome desconhecido descendente das famílias Contostefano e Focas.
Ela se casou com Andrônico Ducas bem antes de 1066. Andrônico era filho do césar João Ducas, um poderoso político bizantino de sua época, com Irene Pelagonitissa, além de sobrinho de Constantino X Ducas e primo de Miguel VII Ducas.
Maria recebeu como herança uma vasta propriedade à volta do lago de Ócrida e sua considerável renda foi utilizada para sustentar o luxuoso estilo de vida e as ambições políticas de seu marido. Como os últimos descendentes da família real búlgara, Maria e suas filhas, Irene Ducena, e Ana, que se casou com o primeiro membro notável da família Paleólogo, detinham não somente uma imensa riqueza, mas também uma espécie de legitimação bizantina sobre a população búlgara: os casamentos dela e de suas filhas são evidências da integração dos descendentes da dinastia dos cometópulos à nobreza cortesã de Constantinopla.
Como mãe da imperatriz Irene Ducena, Maria detinha alguma influência nos primeiros anos do reinado de Aleixo I Comneno, mas ela, já viúva, desprezava a corte imperial e escolheu viver em suas propriedades no lago de Ócrida. Sua neta, Ana Comnena, elogiou sua beleza e sabedoria em sua obra-prima, a "Alexíada".

## Família
Maria da Bulgária e Andrônico Ducas tiveram sete filhos:
1. Miguel Ducas (c. 1061 -  1117), protoestrator.[2][3]
2. Constantino Ducas, sebastos.[4]
3. Estêvão Ducas, sebasto.[1]
4. João Ducas (1064 - antes de 1137), mega-duque.[2][5]
5. Irene Ducena (c. 1066 - 19 de fevereiro de 1123 ou 1133) e que foi casada com o imperador Aleixo I Comneno.[2][6]
6. Ana Ducena[1], que foi casada com Jorge Paleólogo.[2]
7. Teodora Ducena, freira.[7]